# Världsmästerskap inom bilsport

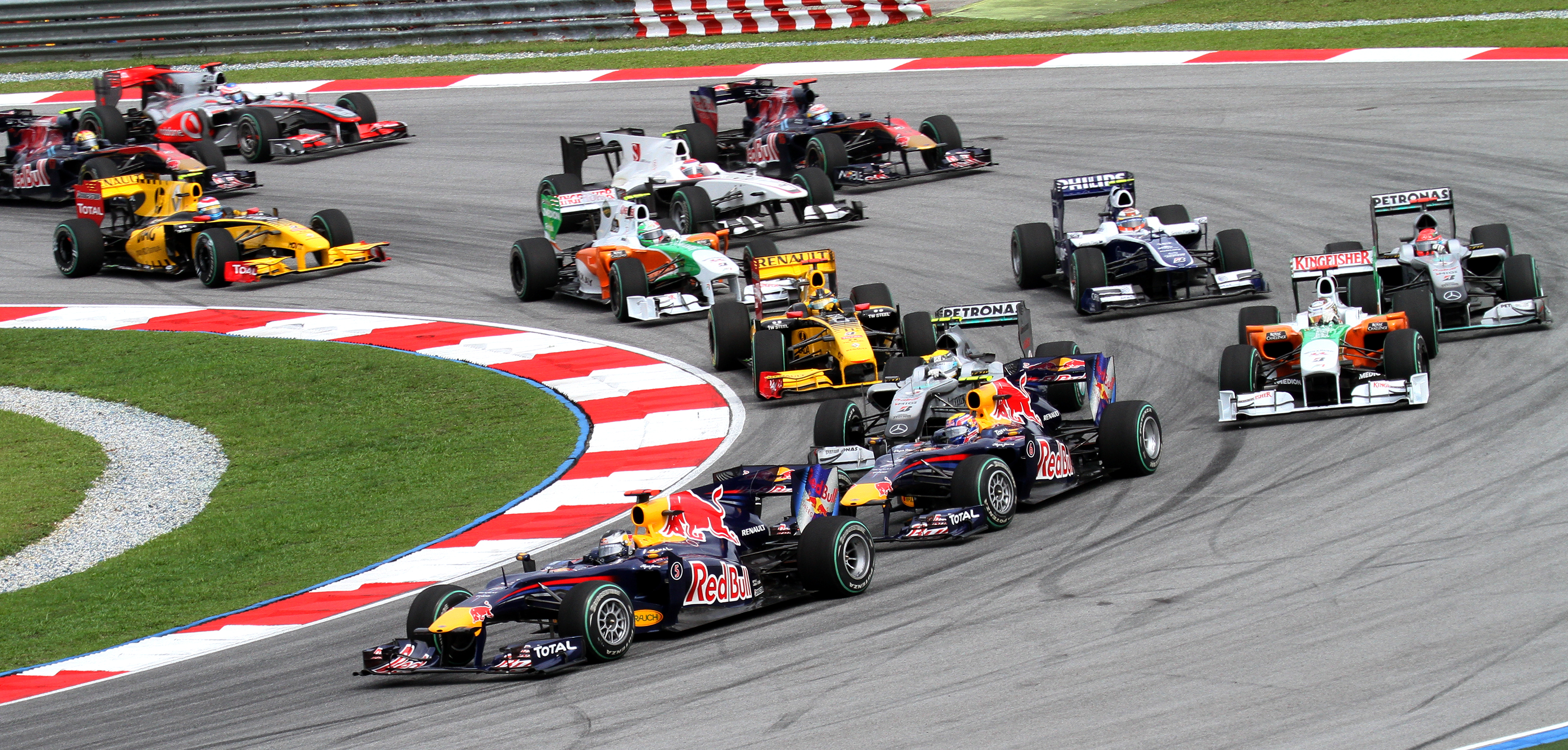
Formel 1-VM är det enda formelbilsmästerskap som har VM-status. Mästerskapet är även det enda nu existerande inom klassen formel 1.

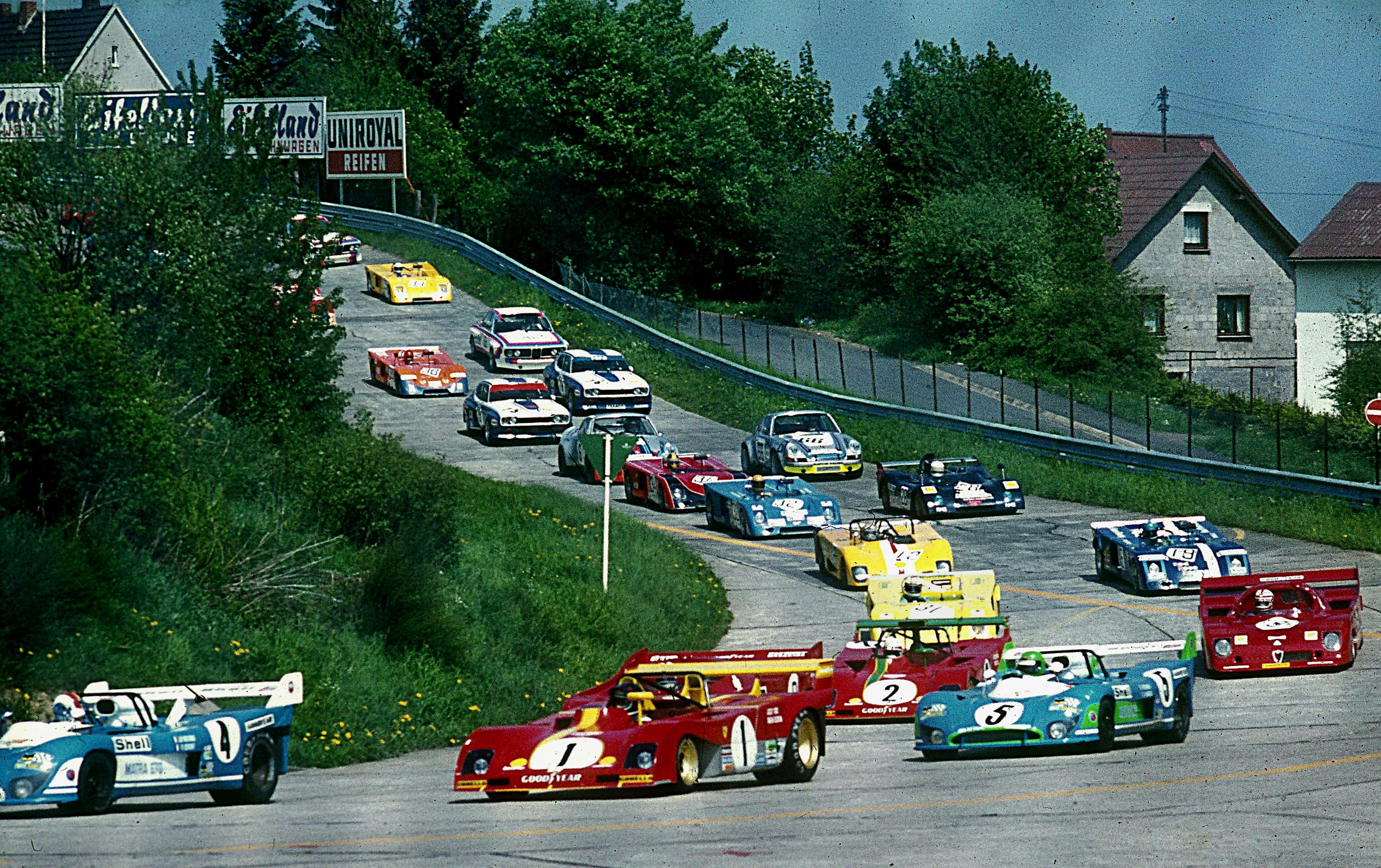
World Sportscar Championship hade VM-status för sportvagnsprototyper mellan 1953 och 1992.

Bilsport har många fler grenar och klasser än de flesta andra sporter. Det finns därför inget mästerskap som benämns som världsmästerskapet i bilsport, utan istället finns världsmästerskap inom varje enskild gren. VM-status kan delas ut av det internationella bilsportförbundet, Fédération Internationale de l'Automobile. Nedan följer två listor över mästerskap som har eller har haft VM-status.

## Racing
| Gren                | Mästerskap                             | År           |
| ------------------- | -------------------------------------- | ------------ |
| Formelbilsracing    | Världsmästerskapet i Grand Prix-racing | 1925 → 1927  |
| Formelbilsracing    | Formel 1-VM                            | 1950 →       |
| Standardvagnsracing | World Touring Car Championship         | 1987, 2005 → |
| Sportvagnsracing    | World Sportscar Championship           | 1953 → 1992  |
| Sportvagnsracing    | FIA World Endurance Championship       | 2012 →       |
| GT-racing           | FIA GT1 World Championship             | 2010 →       |
| Karting             | Karting World Championship             | 1964 →       |

## Rally

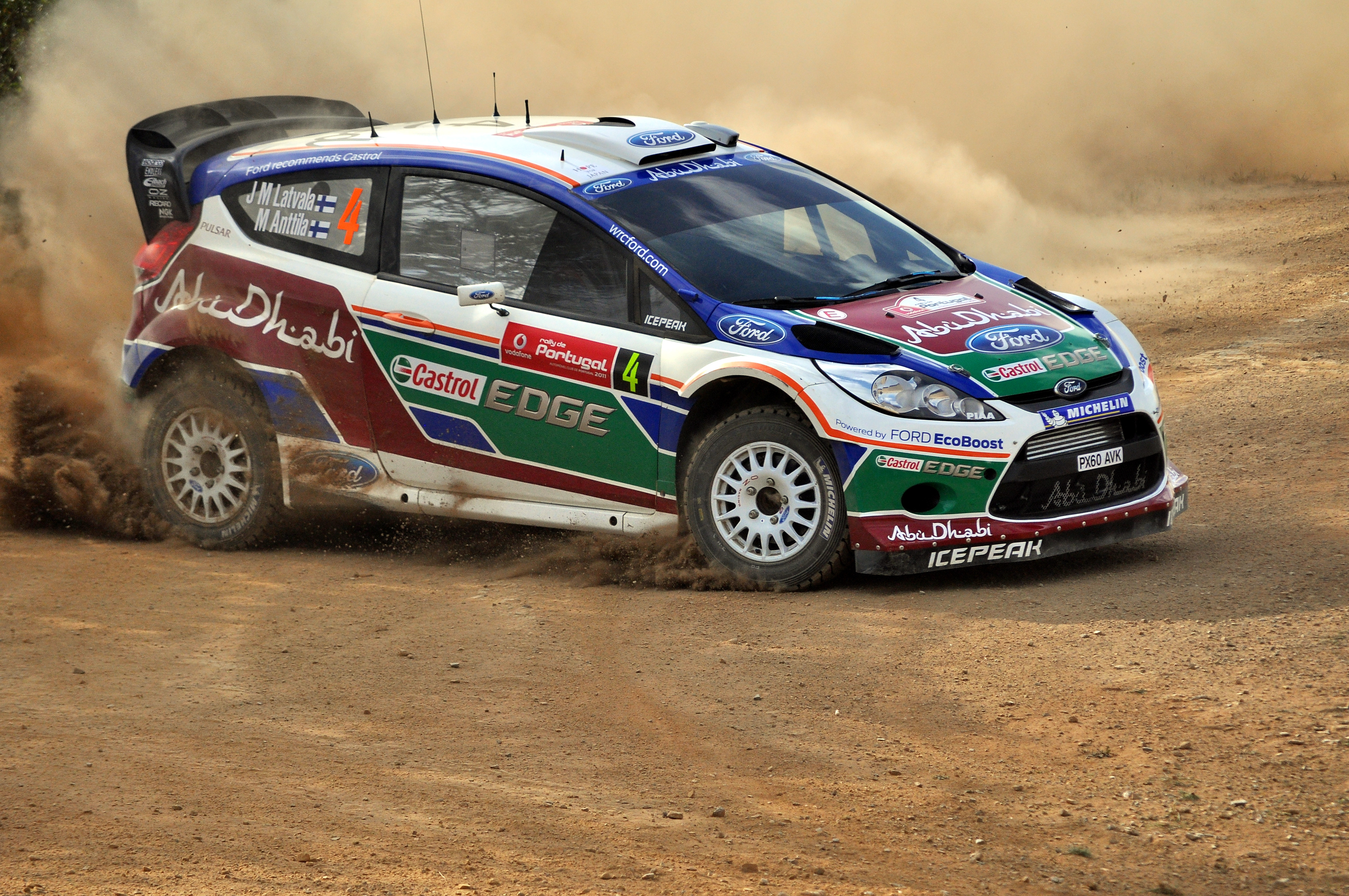
World Rally Championship (WRC) har VM-status inom rally.

| Gren              | Mästerskap                        | År     |
| ----------------- | --------------------------------- | ------ |
| Vanligt rally     | World Rally Championship          | 1973 → |
| Terrängrally      | FIA Cross Country Rally World Cup | 1993 → |
| Alternativ energi | FIA Alternative Energies Cup      | 2007 → |